# Halesia macgregorii
Halesia macgregorii là một loài thực vật có hoa thuộc họ Styracaceae. Đây là loài đặc hữu của đông nam Trung Quốc, có ở độ cao trung bình 700–1.200 m. Chúng hiện đang bị đe dọa vì mất môi trường sống. Bằng chứng di truyền học gần đây cho thấy có thể nó có quan hệ gần gũi với chi Rehderodendron hơn là với các loài Halesia; do vậy trong tương lai nó có thể được chuyển về chi này.
Đây là một cây gỗ rụng lá cao tới 24 m, đường kính thân cây có thể đạt 45 cm. Lá dài 5–13 cm và rộng 3–4,5 cm, cuống lá dài 5–10 cm. Hoa đu đưa, dài 1,5 cm, có bốn cánh hoa màu trắng. Quả là một quả hạch khô dài 2,5–4 cm và đường kính 2–3 cm.